# Liste der Mitglieder der Deutschen Akademie der Naturforscher Leopoldina/1683
Die Liste der Mitglieder der Deutschen Akademie der Naturforscher Leopoldina für 1683 enthält alle Personen, die im Jahr 1683 zum Mitglied ernannt wurden. Insgesamt gab es sieben neu gewählte Mitglieder.

## Mitglieder
| Nr. | Name                       | Beiname         | Geboren       | Aufnahme | Gestorben     | Bild                       |
| --- | -------------------------- | --------------- | ------------- | -------- | ------------- | -------------------------- |
| 112 | Johann Matthäus Faber      | Plato I.        | 24. Feb. 1626 | 13. Jan. | 25. Sep. 1702 | Johann Heinrich Faber      |
| 113 | Adam von Lewenwaldt        | Aesculapius II. | 15. Nov. 1624 | 7. Feb.  | 20. Mai 1696  |                            |
| 114 | Johann Jakob Weberski      | Aegineta II.    | März 1655     | 1. Mai   | 2. Nov. 1689  |                            |
| 115 | Johann Georg Sommer        | Machaon II.     | 26. Jan. 1634 | 18. Jun. | 21. Aug. 1705 |                            |
| 116 | Rosinus Lentilius          | Oribasius I.    | 3. Jan. 1657  | 31. Jul. | 12. Feb. 1733 |                            |
| 117 | Martin Christoph Metzger   | Phoenix II.     | 4. Sep. 1625  | 19. Sep. | 10. Mai 1690  | Martin Christoph Mezger    |
| 118 | Michael Bernhard Valentini | Thessalus I.    | 26. Nov. 1657 | 13. Okt. | 18. März 1729 | Michael Bernhard Valentini |